# Schachblindheit
Schachblindheit bezeichnet im Schach das Übersehen einer offensichtlichen, unmittelbaren Drohung des Gegners. Dies kann zum Beispiel eine Mattdrohung oder ein Figurenverlust sein, der meist zum sofortigen Verlust führt, es sei denn, beide Spieler sind schachblind. Es gibt auch Fälle, in denen eine Partie aufgegeben wird, obwohl die Lage keineswegs hoffnungslos ist.
Begünstigt wird das Auftreten der Schachblindheit durch Zeitnot.
Wenn Züge unabsichtlich in der Reihenfolge vertauscht werden, spricht man umgangssprachlich auch von einem Fingerfehler.
Mit den kognitiv-psychologischen Ursachen der Schachblindheit beschäftigt sich die Schachpsychologie.
Der Arzt und Schachgroßmeister Siegbert Tarrasch bezeichnete die Schachblindheit in seinem Werk Die moderne Schachpartie auch als Amaurosis scachistica. Während Jacques Mieses sie auf Ermüdung des Gehirns zurückführt, vermutet Tarrasch hochgradige Erregung als Ursache, die dazu führt, dass aufgrund übermäßiger Konzentration offensichtliche Stellungsmerkmale nicht mehr wahrgenommen werden.
Schachblindheit kommt bei Spielern jeder Spielstärke vor, lediglich Schachprogramme sind dagegen gefeit, weil sie im Rahmen ihres Rechenhorizonts keine offensichtlichen taktischen Fehler machen. Allerdings sind bei guten menschlichen Spielern extreme Fälle von Schachblindheit ebenfalls selten.
Schachblindheit darf nicht verwechselt werden mit dem Blindschach oder dem Blindenschach.

## Beispiel 1
|   | a | b | c | d | e | f | g | h |   |
| 8 |   |   |   |   |   |   |   |   | 8 |
| 7 |   |   |   |   |   |   |   |   | 7 |
| 6 |   |   |   |   |   |   |   |   | 6 |
| 5 |   |   |   |   |   |   |   |   | 5 |
| 4 |   |   |   |   |   |   |   |   | 4 |
| 3 |   |   |   |   |   |   |   |   | 3 |
| 2 |   |   |   |   |   |   |   |   | 2 |
| 1 |   |   |   |   |   |   |   |   | 1 |
|   | a | b | c | d | e | f | g | h |   |

In dieser für ihn klar besseren Stellung spielte der spätere Schachweltmeister Tigran Petrosjan in seiner Partie gegen David Bronstein (Amsterdam 1956) den schachblinden Zug 36. Se4–g5, worauf Schwarz einfach mit 36. … Sf5xd6 die weiße Dame schlagen konnte. Petrosjan gab sofort auf.

## Beispiel 2
|   | a | b | c | d | e | f | g | h |   |
| 8 |   |   |   |   |   |   |   |   | 8 |
| 7 |   |   |   |   |   |   |   |   | 7 |
| 6 |   |   |   |   |   |   |   |   | 6 |
| 5 |   |   |   |   |   |   |   |   | 5 |
| 4 |   |   |   |   |   |   |   |   | 4 |
| 3 |   |   |   |   |   |   |   |   | 3 |
| 2 |   |   |   |   |   |   |   |   | 2 |
| 1 |   |   |   |   |   |   |   |   | 1 |
|   | a | b | c | d | e | f | g | h |   |

Ein Beispiel für beiderseitige Schachblindheit ist die Partie zwischen László Szabó und Samuel Reshevsky aus dem Kandidatenturnier 1953. Schwarz steht im Schach, erzwungen ist 20. … Kg8–h8. Reshevsky spielte jedoch 20. … Lg7xf6, was ein triviales zweizügiges Matt nach 21. Dc2xg6+ (der Bauer f7 ist durch den Läufer d5 gefesselt) zulässt. Szabó zog  unbegreiflicherweise 21. Lb2xf6 und die Partie endete im 27. Zug mit einem Remis.

## Beispiel 3
|   | a | b | c | d | e | f | g | h |   |
| 8 |   |   |   |   |   |   |   |   | 8 |
| 7 |   |   |   |   |   |   |   |   | 7 |
| 6 |   |   |   |   |   |   |   |   | 6 |
| 5 |   |   |   |   |   |   |   |   | 5 |
| 4 |   |   |   |   |   |   |   |   | 4 |
| 3 |   |   |   |   |   |   |   |   | 3 |
| 2 |   |   |   |   |   |   |   |   | 2 |
| 1 |   |   |   |   |   |   |   |   | 1 |
|   | a | b | c | d | e | f | g | h |   |

In der 2. Partie im Match zwischen dem damaligen Schachweltmeister Wladimir Kramnik und dem Schachprogramm Deep Fritz (Bonn 2006) übersah Kramnik überraschend ein einzügiges Matt und verlor eine ausgeglichene Stellung trotz noch ausreichend vorhandener Bedenkzeit nach 34. … De3?? 35. Dh7#.
Kramnik hatte nach eigenen Aussagen die Stellung nach 34. … De3 in dem Glauben, dass er nun gewinnen werde, einige Züge zuvor schon angestrebt. Wegen der weißen Grundreihenschwäche scheint der Damentausch unausweichlich, da es sonst für Schwarz zwei Möglichkeiten mit Mattdrohung geben würde (auf 35. Dxb4 folgt Ld2 36. Dh4 Lb4! mit Angriff auf den Springer und Mattdrohung auf c1; auf 35. Dh4 folgt De2 mit der Drohung Df1# bzw. Springergewinn). Nach dem Damentausch sollte ein entfernter Freibauer am Damenflügel (nach a4–a3) gewinnen, da der Springer auf f8 zu weit entfernt ist.
Statt des Verlustzuges 34. … De3 hätte sich Kramnik mit 34. … Kg8 nach 35. Sg6 Lxb2 36. Dd5+ Kh7 37. Sf8+ Kh8 38. Sg6+ usw. mit Dauerschach und einem Remis zufriedengeben müssen.